# Július Nagy (politik KSS)
Július Nagy (* 17. června 1948) byl československý politik Komunistické strany Slovenska ze Slovenska maďarské národnosti a poslanec Sněmovny národů Federálního shromáždění za normalizace.

## Biografie
K roku 1981 se profesně uvádí jako automechanik. Ve volbách roku 1981 zasedl do slovenské části Sněmovny národů (volební obvod č. 148 - Kráľovský Chlmec, Východoslovenský kraj). Ve Federálním shromáždění setrval do konce funkčního období, tedy do voleb roku 1986.